# Лурсманашвили, Владимир Самсонович
Владимир Самсонович Лурсманашви́ли (13 декабря 1909, Чхери, Имеретия — 17 июня 1987, Тбилиси) — советский военнослужащий, участник Великой Отечественной войны, старший политрук, Герой Советского Союза.

## Биография
Родился 13 декабря 1909 года в селе Чхери ныне Харагаульского муниципалитета Грузии в семье крестьянина. Грузин. В 1935 году окончил Тбилисский государственный университет. Работал заведующим организационным отделом Чиатурского горкома партии.
Служил в Красной Армии с 1935 по 1937 год. В 1940 году вступил в члены ВКП(б). В июне 1941 года был вновь мобилизован. На фронте с августа 1942 года.
Выполнял обязанности заместителя командира батальона по политчасти 802-го стрелкового полка 392-й стрелковой дивизии 37-й армии Закавказского фронта, являлся старшим политруком. В оборонительных боях 28-30 октября 1942 года в районе города Нальчика умело руководил ротой.
В уличном бою в селе Нижний Чегем Чегемского района Кабардино-Балкарии лично уничтожил более двух десятков фашистов.
30 октября 1942 года стрелковая рота под командованием старшего политрука Лурсманашвили нанесла врагу значительный урон.
Указом Президиума Верховного Совета СССР «О присвоении звания Героя Советского Союза начальствующего и рядового состава Красной Армии» от 13 декабря 1942 года за «образцовое выполнение боевых заданий командования на фронте борьбы с немецкими захватчиками и проявленные при этом отвагу и геройство» удостоен звания Героя Советского Союза с вручением ордена Ленина и медали «Золотая Звезда» (№ 737). 
После войны служил во внутренних войсках. В марте 1946 года в звании полковника ушёл в запас. Жил в Тбилиси. Работал в МВД Грузинской ССР. Скончался 17 июня 1987 года. Похоронен в Тбилиси, в Сабурталинском пантеоне.

## Награды
Орден Ленина, Отечественной войны 1-й степени, Красной Звезды, медали.